# Ian Raby
Ian Raby (Woolwich, Londen, 22 september 1921 - Lambeth, 7 november 1967) was een Brits Formule 1-coureur. Tussen 1963 en 1965 nam hij deel aan 7 Grands Prix voor de teams Gilby en Brabham, maar scoorde hierin geen punten.
Tijdens de Formula 2 van 1967 verongelukte Raby tijdens de laatste ronde van de Grote Prijs van Zandvoort. Hij overleed twee maanden later aan zijn verwondingen.